# Pratar med min müsli
«Pratar med min müsli (hur det än verkar)» (Разговаривая со своими мюсли [как бы это ни шло]) — песня в стиле поп, написанная шведским певцом и композитором Пером Гессле. Это третий сингл с сольного музыкального альбома «En händig man». Изначально планировалось выпустить эту песню только как промосингл в середине октября. Выпуск сингла был задержан и в итоге вышел коммерческий сингл, двойной А-сторонний сингл. Это один из самых неудачных синглов за всю его карьеру, он провел в чартах всего 2 недели, его наилучшим достиженем была 47 позиция.
«Shopping With Mother» (На покупки с мамой) — инструментальный трек, специально записанный в качестве заглавной темы для телепередачи «Boston Tea Party», ежедневного ТВ-шоу, транслируемого по шведскому 5 каналу. Сам Гессле несколько раз появлялся там в качестве гостя (с 24 сентября по 26 ноября), премьера песни состоялась в последнем эпизоде передачи.
Был также снят видеоклип на эту песню, режиссёр Йенс Йонссон.

## Форматы и список песен
Шведский CD-сингл

(0946 3972372 0; 28 ноября 2007)
1. «Pratar med min müsli (hur det än verkar) [Single edit]» — 2:48
2. «Shopping With Mother» — 2:43
3. «Shopping With Mother (Voz Vibrante Remix)» — 3:57
4. «Shopping With Mother (Mother’s Dub by Voz Vibrante)» — 3:56

## Музыканты
«Pratar med min müsli (hur det än verkar)»
- Продюсеры: Кларенс Офверман, Кристофер Лундквист, Пер Гессле
- Текст и музыка: Пер Гессле
- Публикуется: Jimmy Fun Music
- Обложка: Кьель Андерссон и Пэр Викхольм
- Фото: Anton Corbijn

«Shopping With Mother»
- Продюсеры: Кларенс Офверман, Кристофер Лундквист, Пер Гессле
- Текст и музыка: Пер Гессле
- Ремиксы (3 & 4): Voz Vibrante (Настоящее имя: Erik Hjärpe)
- Публикуется: Jimmy Fun Music
- Фото: Åsa Nordin-Gessle (обозначена на обложке как «Woody»)